# 모리 마사히로 (공학자)
모리 마사히로(森政弘, 1927년 ~)는 일본의 로봇공학자로, 종교에 대한 견해를 비롯해 인간이 아닌 존재에 대한 인간의 감정적 반응에 대한 연구 성과로 로봇공학과 자동화 분야에서 선구적인 업적을 남겼다. ASIMO 로봇은 모리 마사히로의 제자 중 한 명이 설계하였다.
1970년 모리는 《에너지》에서 "불쾌한 골짜기"(부키미노타니; 不気味の谷)라는 개념을 소개하였다. 이 글에서 그는 로봇이 인간에 가까운 모습을 갖출 수록 점점 친근하게 보이지만 미묘한 외관상의 결함으로 인해 불쾌해 보이는 지점에 도달하게 된다는 가설을 전하였다. 관측 결과를 통해 모리는 로봇 제작자가 로봇의 외모와 움직임을 지나치게 생생하게 만들어서는 안된다는 믿음을 가지게 되었다.
1974년 모리는 로봇공학의 형이상학적 의미에 대해 논의한 《로봇 속의 부처: 과학과 종교에 대한 로봇 엔지니어의 생각》(The Buddha in the Robot: a Robot Engineer's Thoughts on Science and Religion)을 출판하였다. 이 책에서 그는 다음과 같이 적었다. "나는 로봇이 그 안에 불성을 가지고 있다고 믿는다. 이것은 성불에 이를 가능성이다."
1988년 모리는 일본 최초로 전국 단위의 로봇 제작 대회를 열었고 이후 수년 동안 로봇 대회를 널리 알리고 홍보하였다. 모리는 로보콘에 대하여 "우리가 활동에서 스스로를 잃으면 우리는 창조적이고 친근해지며 재밌어진다. 어린이들이 놀 때 어떻게 되는지 생각해 보자. 그들은 놀이에 완전히 흡수된다. 눈은 빛나고 모두 미소를 짓고 있다. 무아지경으로 놀이에 빠지게 된다. 이것이 로보콘의 메시지이기도 하다. 자기중심적이지 않고, 다른 사람을 사랑하고 멋진 것을 만들면서 기쁨을 나누자."
모리는 종교와 로봇에 대한 견해를 알리기 위해 도쿄에 세운 주식회사 자재연구소(自在研究所)의 소장이다. 이 연구소에서는 산업 분야의 자동화 및 로봇공학 상담을 제공한다.